# The true meaning of "Brotherhood"?
『The true meaning of "Brotherhood"?』（ザ・トゥルー・ミーニング・オブ・ブラザーフッド）は、日本の音楽ユニット・B'zが、1999年12月8日にリリースした5作目の映像作品（VHSとしては5作目、DVDとしては3作目）。
2001年3月14日には、DVD版もリリースされている。

## 概要
前作『"BUZZ!!" THE MOVIE』以来4年ぶりとなる映像作品であり、初のドキュメンタリー作品。音楽ドキュメンタリー作品として、歴代1位の売上を記録している（オリコン調べ）。
本作は、1999年2月に松本のプライベート・スタジオ「Cross Bone Lounge」にて開始されたアルバム『Brotherhood』の制作過程、同年に開催されたツアー『B'z LIVE-GYM'99 "Brotherhood"』の舞台裏など、237日間のB'zの活動に密着したドキュメンタリーとなっている。合間にメンバーへのインタビューも挿入されている。
発売当時、本作には「もう一度見たいライブツアー」「もう一度見たい楽曲」というアンケート葉書が封入されており、これが元になって次作のライブビデオの内容が決定されている。
VHS版のリリースから約1年3か月後の、シングル『ultra soul』発売時に、本作も含めた過去のB'zのVHS作品4作品が同時にDVD化されリリースされた。VHS版のエンディングには、過去のライブ映像のフラッシュバックとともに近日ライブビデオが発売されることを示唆する映像が収録されていたが、DVD版ではこのシーンがカットされ、特典映像が追加されている。

## 収録内容
1. 1999 Key Word
  - 冒頭にある松本のMCは、前年のツアー「B'z LIVE-GYM '98 "SURVIVE"」のもの。
2. February Cross Bone Lounge Pre-Production
  - 松本のプライベート・スタジオ「Cross Bone Lounge」で行われたプリプロダクションの模様。「ONE」の制作過程が収録されている。
3. February Tokyo Recording
  - 2月の東京でのレコーディングの模様。「F・E・A・R」の制作過程が収録されている。
4. February Osaka Recording
  - 2月の大阪でのレコーディングの模様。「ながい愛」「銀の翼で翔べ」「SKIN」「ギリギリchop」の制作過程が収録されている。
5. April Los Angeles Recording
  - 4月のロサンゼルスでのレコーディングの模様。MR. BIGのメンバーがレコーディングに参加した。レコーディング・コーディネーターとして、元サポートメンバーのデニー・フォンハイザーが登場する。
  - 「ギリギリchop」のMV撮影の模様も収録。
6. June Tokyo Live Rehearsal
  - 6月の東京でのライブリハーサルの模様。
7. June Sapporo Live Rehearsal
  - 6月の札幌でのライブリハーサルの模様。
8. 6.30 SHOWCASE “B'zepp”in Zepp Sapporo
  - ツアー前にZepp Sapporoにて行われたシークレットライブ『B'z SHOWCASE '99 "B'zepp"』の模様。
9. July LIVE-GYM'99 “Brotherhood”
  - ツアー本編のダイジェスト。BGMは「銀の翼で翔べ」。
10. August LIVE-GYM'99 “Brotherhood”Intermission
  - 福岡ドーム公演と大阪ドーム公演の合間に行われたホール公演『B'z LIVE-GYM '99 "Brotherhood" -Intermission-』のダイジェスト。
11. 8.28-29 LIVE-GYM'99 “Brotherhood”in Yokohama
  - 本編ファイナルとなった、横浜国際総合競技場公演のダイジェスト。「Brotherhood」の演奏のみフルバージョンで収録している[注釈 1]。
12. September LIVE-GYM'99 “Brotherhood”-EXTRA-
  - 追加公演となった『B'z LIVE-GYM '99 "Brotherhood" -Extra-』のダイジェスト。
13. 9.25 LIVE-GYM'99 “Brotherhood”-EXTRA- Finale in Kyoto
  - "Brotherhood"全ツアーの最終公演となった、京都会館での模様を収録
  - ラストは「夢のような日々」をBGMにスタッフロールが流れ、その後に「夢のような日々」の制作風景が流れる。

### 特典映像（DVDのみ）
1. EPISODE I - Tour Member Audition-
  - ツアーメンバーとのセッション。
2. EPISODE II - Demo Making-
  - 「ある曲」が流れている時に、メニューボタンを押せば見ることができる。この時に作ったのが、後の「RING」である。
3. JAP THE RIPPER 〜1999.9.25 Kyoto〜
  - 本編をすべて見続ければメニュー画面で選択できる。